# Asticta lupina
Asticta lupina är en fjärilsart som beskrevs av Ludwig Carl Friedrich Graeser 1890. Asticta lupina ingår i släktet Asticta och familjen nattflyn. Inga underarter finns listade i Catalogue of Life.